# Liste der Mitglieder der American Academy of Arts and Sciences/1823
Im Jahr 1823 wählte die American Academy of Arts and Sciences 18 Personen zu ihren Mitgliedern.

## Neugewählte Mitglieder
- William Allen (1784–1868)
- John Brazer (1789–1846)
- Edward Tyrrel Channing (1790–1856)
- Caleb Cushing (1800–1879)
- Henry Alexander Scammell Dearborn (1783–1851)
- Enoch Hale (1790–1848)
- William Jackson Hooker (1785–1865)
- Samuel Howe (1785–1828)
- Samuel Farmar Jarvis (1786–1851)
- Thomas Nuttall (1786–1859)
- Samuel Parkes (1761–1825)
- Willard Phillips (1784–1873)
- Lemuel Shaw (1781–1861)
- Daniel Stansbury
- Daniel Treadwell (1791–1872)
- John Ware (1795–1864)
- John White Webster (1793–1850)
- Joseph Emerson Worcester (1784–1865)